# Championnat d'Afrique masculin de basket-ball 2009
Navigation
Angola 2007 Madagascar 2011
Le championnat d'Afrique de basket-ball 2009 est la vingt-cinquième édition du championnat d'Afrique des nations. Elle s'est déroulée du 5 au 15 août 2009 à Benghazi et Tripoli en Libye. L'Angola remporte son dixième titre et se qualifie en compagnie de la Côte d'Ivoire et de la Tunisie pour le Championnat du monde 2010.

## Classement final
| Position | Équipe              | Bilan |
| -------- | ------------------- | ----- |
| 1        | Angola              | 9v-0d |
| 2        | Côte d'Ivoire       | 5v-4d |
| 3        | Tunisie             | 6v-3d |
| 4        | Cameroun            | 4v-5d |
| 5        | Nigeria             | 7v-2d |
| 6        | Centrafrique        | 4v-5d |
| 7        | Sénégal             | 5v-4d |
| 8        | Mali                | 4v-5d |
| 9        | Rwanda              | 5v-3d |
| 10       | Égypte              | 2v-6d |
| 11       | Libye               | 3v-5d |
| 12       | Maroc               | 3v-5d |
| 13       | Cap-Vert            | 3v-2d |
| 14       | Mozambique          | 1v-4d |
| 15       | Afrique du Sud      | 1v-4d |
| 16       | République du Congo | 0v-5d |